# 原罪 (马索利诺)
原罪（義大利語：Peccato originale，Tentazione di Adamo ed Eva）是马索利诺的一幅 湿壁画，位于佛罗伦萨圣母圣衣圣殿的布兰卡契小堂右侧墙壁上部，绘制于1424-1425年，尺寸为260 x 88 厘米。画中描绘旧约创世纪中的一个著名场景，魔鬼化身为蛇，对亚当和夏娃进行诱惑。